# Batalha de Penão

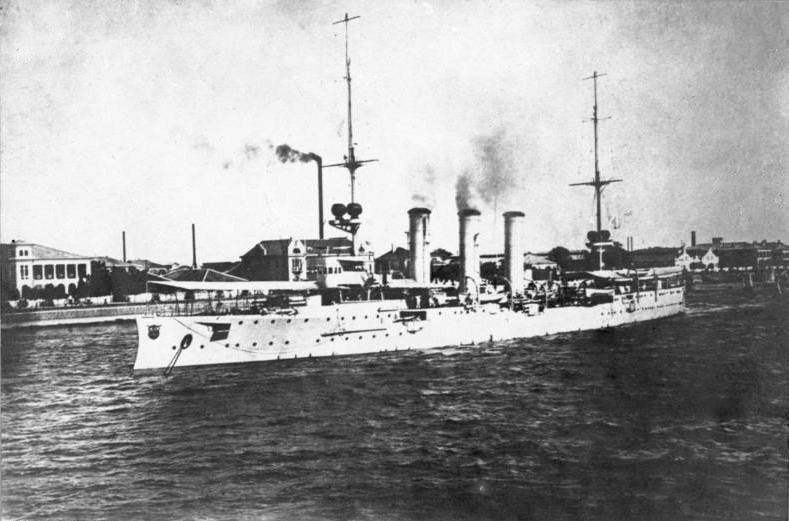
O SMS Emden

A Incursão naval de Penão ou Pinão ocorreu em 28 de outubro de 1914, durante a Primeira Guerra Mundial. Foi uma ação naval no Estreito de Malaca, em que o cruzador alemão SMS Emden afundou dois navios de guerra Aliados.
Um total de 12 marinheiros russos estão enterrados em Penão e Jerejaque. O monumento em homenagem aos marinheiros de Zhemchug foi restaurado duas vezes por marinheiros soviéticos em 1972 e 1987, respectivamente. A batalha foi mencionada várias vezes por Vladimir Putin em sua visita presidencial de 2003 à Malásia. A embaixada russa na Malásia realiza serviços memorial duas vezes por ano em homenagem aos marinheiros mortos.